# Країна Див без гальм і Кінець Світу
«Країна Див без гальм і Кінець Світу» (яп. 世界の終りとハードボイルド・ワンダーランド, Секай но оварі то ха:добойрудо ванда:рандо) — роман японського письменника Харукі Муракамі, опублікований 1985 року. Того ж року роман відзначено премією Танідзакі. Дивний і подібний до сновидіння роман, розділи якого чергуються між двома оповідями — «Країною Див» (кіберпанк, наукова фантастика) і «Кінцем Світу» (сюрреалізм, віртуальна фантазія).

## Короткий опис сюжету
У романі присутні дві паралельні сюжетний лінії, які, як здається спочатку, нічим не пов'язані.
У непарних главах роману («Країна Див без гальм») дія розгортається навколо людини, здатної після спеціальної підготовки використовувати свою підсвідомість як ключ до систем шифрування та обробки даних. Дія відбувається в місці, схожому на сучасну Японію.
Парні глави роману («Кінець світу») оповідають про дивне місто, оточене високими стінами, які заважають людям залишати його. Жителі міста не мають тіней, а новоприбулим їх відрізають. Оповідач отримує роботу в бібліотеці. Його обов'язки полягають у тому, що він має «читати старі сни», які містяться в черепах померлих єдинорогів. У останніх розділах роману дві сюжетні лінії сплітаються воєдино.
Роман «Країна Див без гальм і Кінець Світу» зачіпає такі теми, як свідомість і підсвідомість, концепція особистість. За словами Сергія Костирка, «оповідь будується одночасно за законами антиутопії і фентезі».

## Персонажі
В обох оповідях жодного з героїв не названо. Натомість кожен позначається за професією або загальним описом, наприклад «Бібліотекар» або «Великий хлопець».

### Країна Див без гальм
Оповідач
35-річний калькутек[прояснити], який, крім своєї незвичайної професії, живе життям типового токійського япі. Попри спостережливість, він мало замислюється про дивовижність навколишнього світу.
Старий / ВченийВеликий, але розсіяний вчений, який наймає оповідача для обробки інформації. Він досліджує «звуковидалення». Він розробив спосіб читати підсвідомість і фактично записувати її як зрозумілі, хоча й не пов'язані між собою образи. Він намагався редагувати ці образи, щоб вбудувати вигадану історію в підсвідомість піддослідних, зокрема й оповідача. Він зробив це через зацікавленість Системою, хоча йому не подобалося працювати на когось. Пізніше він їде до Фінляндії, за словами його онуки, щоб втекти.
Гладка дівчина
17-річна онука Старого, яка виглядає так, ніби їй за 30. Її описують як дуже повну, але привабливу. Вона допомагає Оповідачеві в його подорожі через каналізацію і вирішує переїхати в його квартиру після того, як два світи його волі зійдуться.
БібліотекарЗавжди голодна дівчина, яка допомагає оповідачеві досліджувати єдинорогів і стає його 48-годинною подругою.
Молодший і Старший ХлопчикДвоє бандитів, які, за невідомо чиїм наказом, протистоять оповідачеві, зруйновавши його квартиру і завдавши навмисно несмертельного, але серйозного порізу в нижній частині живота.
INKlingsСкорочення від Infra-Nocturnal Kappa. Суб'єкти, які проживають в каналізаційних мережах, описані як «Каппа», які розвинули власну культуру. Вони настільки небезпечні, що вчений живе в їхньому царстві, захищаючись пристроєм відштовхування, щоб уникати тих, хто хоче вкрасти його дані. Кажуть, що вони поклоняються хижій рибі Тилапії (і п'явкам). Вони також не їдять свіжого м'яса; скоріше, коли вони ловлять людину, то, перш ніж з'їсти, занурюють її у воду на кілька днів, щоб дати їй згнити.

### Кінець Світу
ОповідачНовачок у Кінці Світу. Для посвячення в Місто, його Тінь відсікають, а очі проколюють, щоб змусити його не реагувати на денне світло і дати можливість «читати сни», що є його призначенням. Він не може згадати свого колишнього життя і зрозуміти, що з ним сталося, але він знає, що відповіді зберігаються в його свідомості, яку зберігає його Тінь.
Тінь оповідачаМабуть, людська форма. Зберігає пам'ять оповідача про їхнє колишнє спільне життя, але приречена у відокремленому стані на смерть; з нею жорстко (але не жорстоко) поводився його опікун, Хранитель воріт. Після її смерті оповідач втратив би «розум». Тінь прагне втекти з міста і возз'єднатися зі світом, до якого вона й оповідач належать.
ВоротарОпікун і старшина з обслуговування Кінця Світу. Він інструктує оповідача щодо його обов'язків і тримає Тінь оповідача фактично ув'язненою, змушуючи працювати — позбавлятися мертвих звірів, які гинуть взимку.
БібліотекаркаМіська бібліотекарка, яка зберігає черепи звірів, у яких живуть «мрії». Вона допомагає оповідачеві в його творчості. У неї немає «розуму», але її мати мала, і оповідач все більше переконується, що її розум насправді лише прихований, а не безповоротно втрачений. Зв'язок між цією Бібліотекаркою та іншою, в Країні Див, ніколи не стає явним, хоча оповідач неодноразово згадує, що вона видається знайомою.
ПолковникСтарий чоловік, сусід оповідача, який дає поради та підтримку, а також доглядає за ним, коли той захворює.
ДоглядачМолодий чоловік, який доглядає за електростанцією в небезпечному лісі міста. Він сторонній, який надає мініатюрний акордеон, можливий ключ у зусиллях оповідача відновити свій розум і спогади. Доглядача висилають до Лісу, оскільки він все ще має ознаки розуму, і йому не можна дозволити жити в місті.

## Вплив
Часто згадують по прихильність Муракамі до західної літератури і особливе захоплення піонером «крутого детективу» Реймондом Чандлером. Наратив «Країни чудес» багато чим завдячує американській детективній фантастиці, а також науковій фантастиці та кіберпанку, але книга не належить до жодної з цих категорій.
Наратив «Кінця Світу» має багато спільного з «Замком» Франца Кафки. В обох йдеться про прибульців у дивних селах, які одночасно заінтриговані та нажахані поведінкою селян. Образ втрати тіні, коли наближається кінець світу, зустрічається в романі Кнута Гамсуна «Вікторія » 1898 року. Ця ж ідея з'явилася раніше, як в оповіданні 1814 року «Peter Schlemihls wundersame Geschichte» ("Чудова історія Пітера Шлеміля") Адельберта фон Шаміссо, так і в казці 1847 року «Тінь» Ганса Крістіана Андерсена. Тема людського мозку, що зберігає зашифровані дані, зустрічається в новелі Вільяма Гібсона «Джонні Мнемонік» 1981 року, але в інтерв'ю Муракамі каже, що це на нього не вплинуло. Тема зламу мрій зустрічається в повісті Роджера Желязни 1966 року «Володар снів».

## Примітка
1. ↑  Дмитро Коваленін про гру слів у назві роману [Архівовано 11 серпня 2020 у Wayback Machine.] — в інтерв'ю Олені Калашніковій «Русский журнал[ru]», 24 мая 2002: — «Тут цілих три перекладацьких штампи: „Hardboiled“, „Wonderland“ і „The end of the world“.»
2. ↑  Сергей Костырко. Книги. Обзор. [Архівовано 21 червня 2019 у Wayback Machine.] «Новый мир» 2003, № 9
3. ↑  Murakami, Haruki, Books, World press, архів оригіналу (interview) за 1 квітня 2022, процитовано 25 листопада 2021.
4. ↑  O'Reilly, Shane. Five Novels That Influenced Haruki Murakami's Writing. Bookwitty. Архів оригіналу за 26 червня 2018. Процитовано 8 листопада 2021.
5. ↑  Themes : Dream Hacking : SFE : Science Fiction Encyclopedia. Архів оригіналу за 25 листопада 2021. Процитовано 25 листопада 2021.